# Rudolf Meinert
Rudolf Meinert, pseudonimo di Rudolf Bürstein (Vienna, 28 settembre 1882 – Majdanek, 1943), è stato un produttore cinematografico, sceneggiatore e regista austriaco.

## Biografia
Lavorò per la maggior parte della sua carriera nel cinema tedesco. Noto come produttore/regista, in particolare nei film di polizieschi. Durante la prima guerra mondiale fu il responsabile della casa cinematografica Decla. È accreditato come produttore del film Il gabinetto del dottor Caligari (1920). Dopo l'ascesa al potere del nazionalsocialismo in Germania, Meinert, che era ebreo, andò in esilio nei Paesi Bassi, tuttavia tornò in Austria. Si trasferì in Francia nel 1937 e vi visse fino a quando non fu catturato, mandato nel campo di internamento di Drancy e trasportato nel campo di concentramento di Majdanek il 6 marzo 1943, dove morì.

## Filmografia

### Regista
- Laßt die Toten ruhen - cortometraggio (1913)
- Ein Sensationsprozess - cortometraggio (1913)

- Der Hund von Baskerville (1914)
- Oberst Chabert (1914)
- Der Hund von Baskerville, 2. Teil - Das einsame Haus - cortometraggio (1914)
- Detektiv Braun (1914)
- Giovannis Rache - cortometraggio (1917)
- Cavalleria rusticana, co-regia di Karl Otto Krause (1917)

- Der Fluch des Spiels (1918)
- Ein Schritt vom Wege (1918)
- Das Kloster von Sendomir (1919)
- Das Spielzeug der Zarin (1919)
- Das Haupt des Juarez, co-regia di Johannes Guter (1920)
- Laster der Menschheit (1927)
- Die Vorbestraften (1927)
- Vera Mirzewa (Der Fall des Staatsanwalts M...), co-regia di Giulio Antamoro (1928)
- Die weißen Rosen von Ravensberg (1929)
- Das grüne Monokel (1929)
- Masken (1930)
- La Chanson des nations, co-regia di Maurice Gleize (1931)
- Gli undici ufficiali di Schill (Die elf Schill'schen Offiziere) (1932)
- Het meisje met den blauwen hoed (1934)
- De vier mullers (1935)
- Alles für die Firma (1935)

### Regista e produttore
- Die Fächermalerin - cortometraggio (1913)
- Leben um Leben (1914)
- Die Standuhr - cortometraggio (1914)
- William Voß. Der Millionendieb (1915)
- Glaubensketten (1916)
- John Rool (1916)
- Der gelbe Ulster (1916)
- Mein ist die Rache (1916)
- Das Mysterium des Schlosses Claude (1917)
- Die Fussspur - cortometraggio (1917)
- Der Saratogakoffer (1917)
- Die sterbenden Perlen (1918)
- Der Wüstendiamant (1918)
- Nur um 1000 Dollar (1918)
- Die schöne Jolan (1918)
- Der goldene Pol (1918)
- Ferdinand Lassalle (1918)
- Zigeunerweisen (1918)
- Das Haus gegenüber (1918)
- Der Gast aus der vierten Dimension (1918)
- Dr. Humsons Lebenswerk (1918)
- Aus der Jugendzeit, klingt ein Lied (1918)
- Discretion (1919)
- Halloh. Hier Harry Higgs, wer dort? (1919)
- Marie Antoinette - Das Leben einer Königin (1922)
- Dudu, ein Menschenschicksal (1924)
- Rosenmontag (1924)
- Die rote Maus (1926)

### Produttore
- Des Türmers treuer Freund, regia di Karl Gerhardt - cortometraggio (1914)
- Il gabinetto del dottor Caligari (Das Cabinet des Dr. Caligari), regia di Robert Wiene (1920)
- Sieger Tod, regia di Nils Olaf Chrisander (1920)
- Genuine, regia di Robert Wiene (1920)
- Die Tophar-Mumie, regia di Johannes Guter (1920)
- Die Augen der Maske, regia di Karl Gerhardt (1920)
- Die Jagd nach dem Tode, regia di Karl Gerhardt (1920)
- Die Jagd nach dem Tode 2.Teil: Die verbotene Stadt, regia di Karl Gerhardt (1920)
- Die Jagd nach dem Tode - 3. Teil: Der Mann im Dunkel, regia di Karl Gerhardt (1921)
- Die Jagd nach dem Tode - 4. Teil: Die Goldmine von Sar-Khin, regia di Karl Gerhardt (1921)
- Vater Voss, regia di Max Mack (1925)
- Der Bettler vom Kölner Dom, regia di Rolf Randolf (1927)
- Flucht aus der Hölle, regia di Georg Asagaroff (1928)

### Regista, produttore e attore
- Nachtasyl (1919)
- Die elf schillschen Offiziere (1926)
- Das Lied der Nationen (1931)

### Attore
- Die Lebende Brücke, regia di Friedrich Müller - cortometraggio (1912)